# Садове (Івановський район)
Садове (рос. Садовое) — село у Івановському районі Амурської області Російської Федерації. Розташоване на території українського історичного та етнічного краю Зелений Клин.
Входить до складу муніципального утворення Правовосточна сільрада. Населення становить 98 осіб (2018).

## Історія
У 1926-1930 роках належало до Івановського району Амурської округи Далекосхідного краю, що належав до районів часткової українізації, в якому мало бути забезпечено обслуговування українського населення його рідною мовою шляхом створення спеціяльних перекладових бюро при виконкомі та господарських організаціях. З 20 жовтня 1932 року ввійшло до складу новоутвореної Амурської області.
З 1 січня 2006 року органом місцевого самоврядкування є Правовосточна сільрада.

## Населення
| 2002 | 2010 | 2012 | 2013 | 2014 | 2015 | 2016 |
| ---- | ---- | ---- | ---- | ---- | ---- | ---- |
| 162  | ↘132 | ↘127 | ↘123 | ↘106 | ↘104 | ↘102 |
| 2017 | 2018 |      |      |      |      |      |
| ↘97  | ↗98  |      |      |      |      |      |